# Rally Dakar

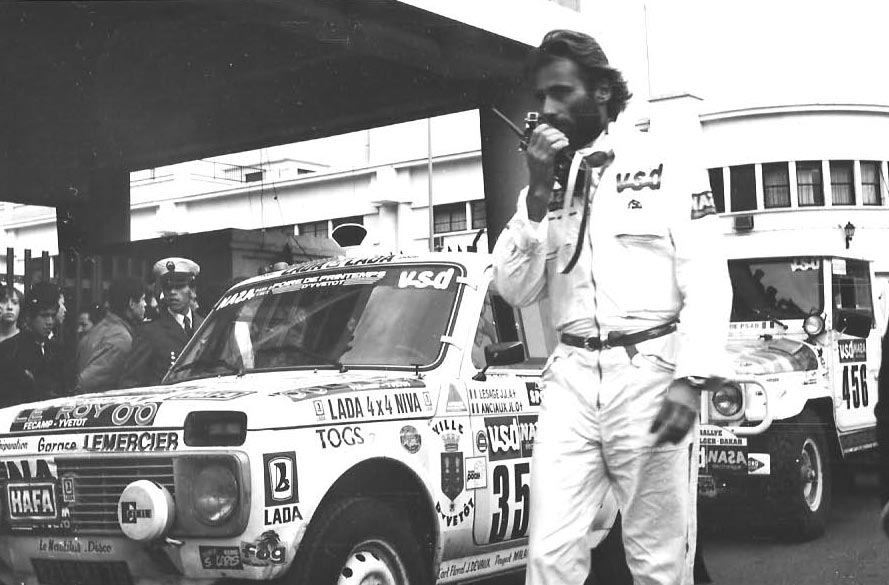
Thierry Sabine, fundador del Rally Dakar

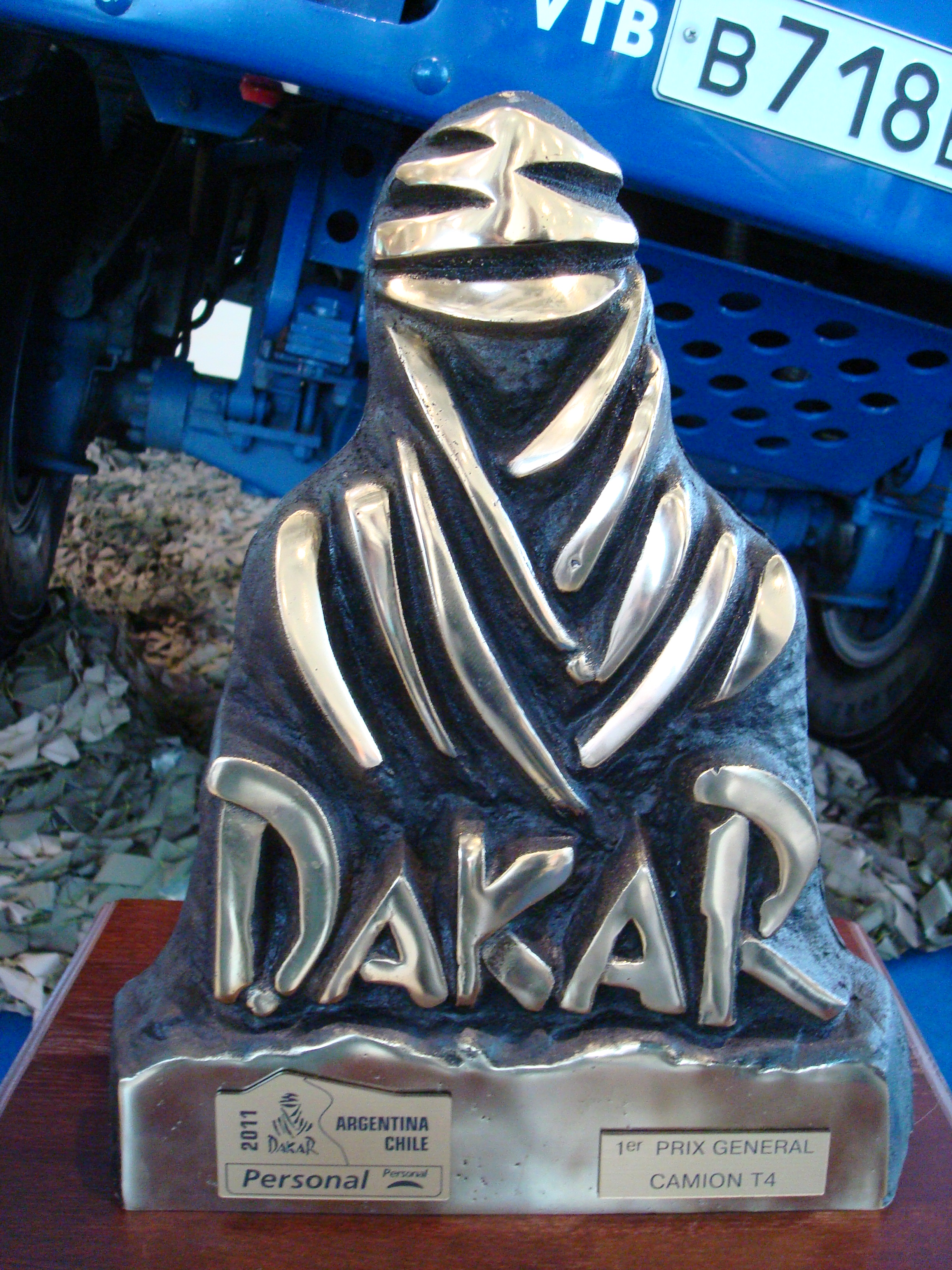
Tuareg o beduino, premio entregado a los ganadores de cada categoría.

El Rally Dakar, anteriormente Rally París-Dakar, es una competición anual de rally raid organizada por la ASO a partir del 26 de diciembre de 1978 y disputada durante las primeras semanas de enero o, en algunas ediciones, comenzada la última semana de diciembre para terminar al siguiente año. Es considerado uno de los rallyes más duros y el más famoso del mundo.
Desde su comienzo y hasta 2008, durante el periodo que duraba la prueba, llevaba a los corredores desde alguna ciudad de Europa hasta Dakar, la capital de Senegal. Durante muchos años la carrera partió desde París; sin embargo, desde 1995 ha ido cambiando su lugar de inicio por otras ciudades europeas —como Granada, Lisboa o Barcelona—, fundamentalmente por motivos publicitarios o políticos, puesto que la verdadera competición no comenzaba hasta que se entraba en África. Asimismo, el final de la prueba tampoco ha sido siempre Dakar. En 1992, la carrera atravesó completamente el continente africano para terminar en Ciudad del Cabo (Sudáfrica). En el 2000 y en 2003, la carrera finalizó en las ciudades egipcias de El Cairo y Sharm el-Sheij, respectivamente, con las pirámides como paisaje.
La edición de 2008 fue suspendida por recomendación del gobierno de Francia ante eventuales atentados terroristas por parte de Al Qaeda en Mauritania, después del asesinato de cuatro turistas franceses en ese país, una semana antes de empezar la carrera.
Entre las ediciones de 2009 y 2019, la ASO tomó la decisión de realizar el rally en Sudamérica, donde atravesó los siguientes países: Argentina, Bolivia, Chile, Paraguay y Perú. En abril de 2019, la ASO anunció que a partir de la edición de 2020 el rally se trasladaba a Arabia Saudita.
Desde la edición de 2017, la competición se realiza en cinco categorías: coches, motos, camiones, cuatriciclos o quads y side by side. La inscripción en la prueba es abierta, lo cual la convierte en la carrera idónea para amantes de la aventura. La participación de competidores aficionados llega con frecuencia al 80 % de los inscritos. Las principales marcas de fabricantes de coches y camiones presentan sus nuevos modelos de vehículos modificados para la prueba, lo que se ha convertido en una competición de marcas de fabricantes de coches, camiones y motos.

## Historia y trazado

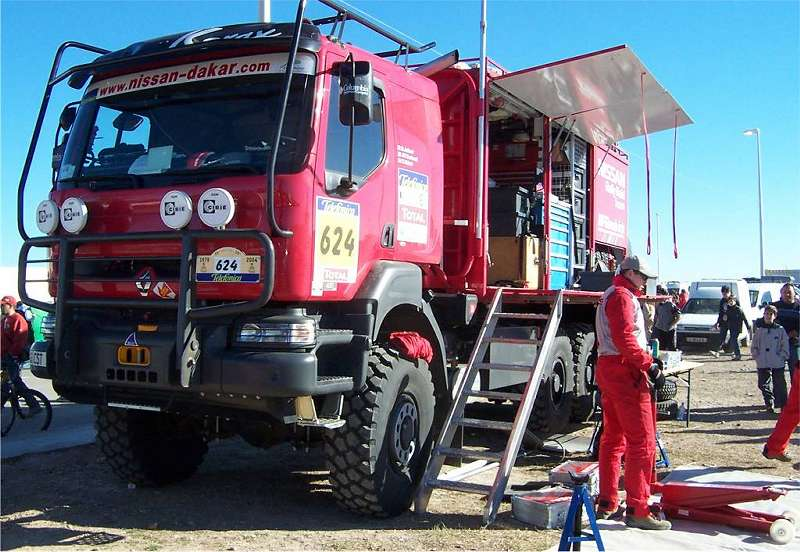
Uno de los camiones de asistencia del equipo Nissan en el Dakar 2004.

Lisboa–Dakar 2006.

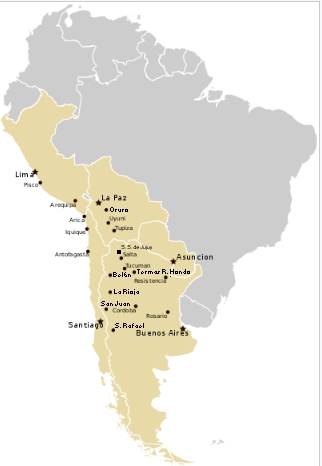
Debido a amenazas terroristas, la ruta original París-Dakar fue trasladada a América del Sur a partir de 2009. Los países visitados son Argentina, Bolivia, Chile, Paraguay y Perú y las ciudades incluidas son puntos principales de inicio/final entre 2009 y 2018.

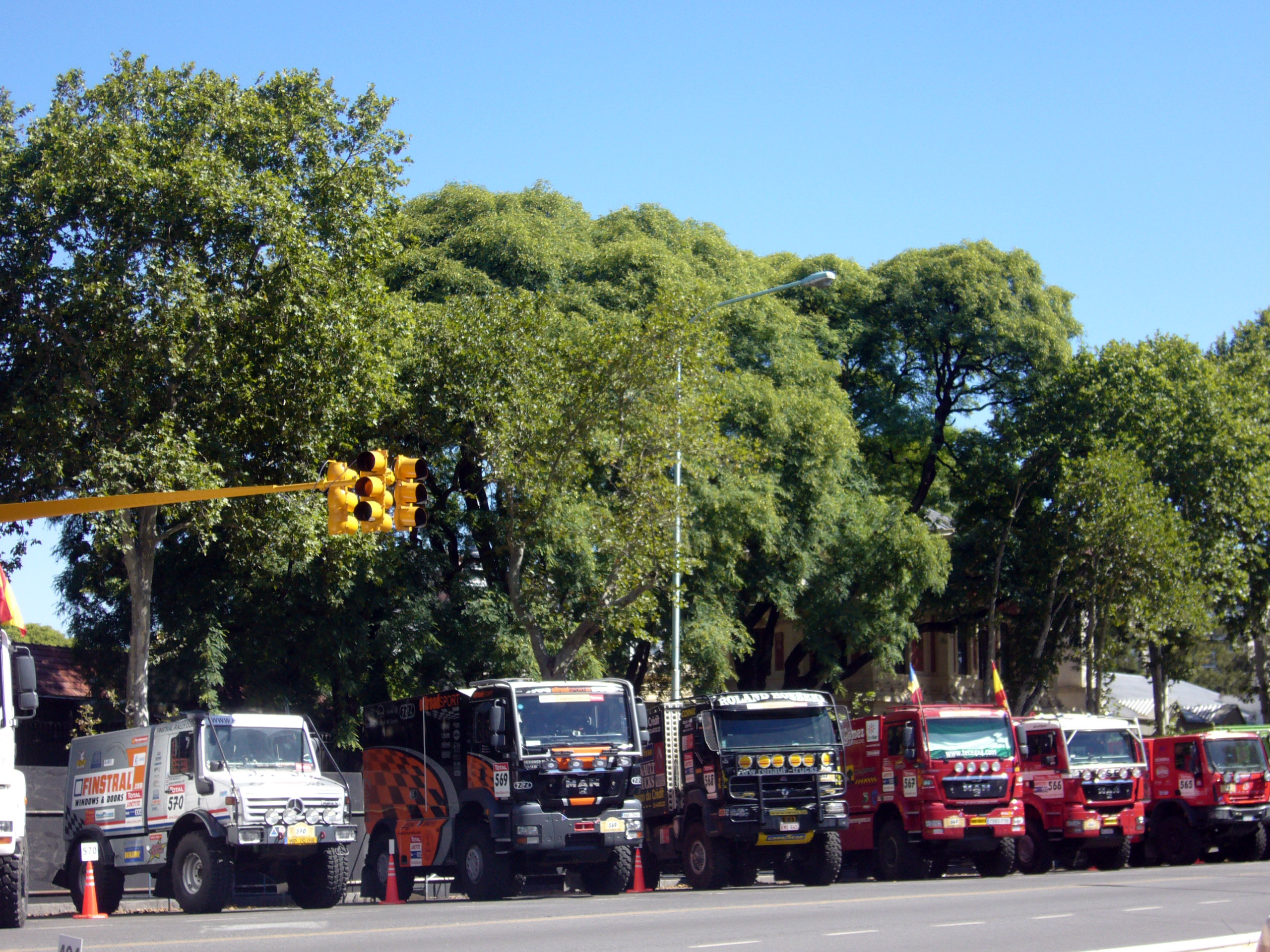
Camiones del Rally Dakar 2009.

La prueba fue fundada en 1978, después de que el piloto francés Thierry Sabine se perdiera en el desierto de Teneré, al norte de África, durante días, y considerase su experiencia digna de ser reproducida en una competición internacional.
Lo que empezó como una aventura en estado puro, de pilotos aficionados a vehículos todo terreno y sin apenas organización, ha evolucionado hasta convertirse en la competición de rally internacional más famosa del mundo, con gran despliegue tecnológico, con más de dos mil personas implicadas entre organización, participantes y asistencia, escoltados por vehículos de apoyo, camiones, helicópteros y sistemas de navegación GPS, transmitido por los canales de televisión de los países participantes y programas deportivos a nivel mundial, en donde se prueban nuevas tecnologías para los vehículos de producción en serie, como suspensión, frenos, mayor resistencia, para su promoción de venta en todo el mundo, con las principales marcas fabricantes de vehículos que contratan competidores profesionales de Japón, Suecia, España, Alemania, Rusia, para competir en vehículos todo terreno y camionetas de las principales marcas del mundo, desde Toyota, Nissan, Subaru, Citroën, y marcas de camiones como Kamaz, Volvo, Iveco, que compiten entre ellas para promocionar sus nuevos modelos de producción en serie en el mercado internacional.
El trazado de la carrera ha cambiado a lo largo de los años, tanto el inicio como el final, a causa de diversos motivos. Hasta 1994, la carrera fue fiel a la ruta original, siendo la ciudad de París el inicio en Europa y Dakar el final en África. Precisamente en 1994, la carrera varió y, una vez en Dakar, se regresaba de nuevo a París. Debido a problemas con el alcalde de París, la llegada del final de la carrera tuvo que ser cambiado, de los Campos Elíseos a Eurodisney.
A partir de entonces, el lugar de inicio de la carrera ha ido cambiando entre distintas ciudades europeas de España y Portugal. La ruta en el continente africano también se ha visto modificada en multitud de ocasiones, por problemas políticos y de seguridad, en ocasiones derivados de acciones de guerrilla o guerras civiles internas. En 2008, la competición fue suspendida por completo a causa de las amenazas terroristas al paso del rally por Mauritania.
A consecuencia del incidente, la organización decidió que la siguiente edición se disputaría en Sudamérica, pasando por sectores pertenecientes a los países de Argentina y Chile, comenzando y terminando en Buenos Aires, con una ruta por caminos de Chile.
En este nuevo recorrido, la competición atraviesa una amplia variedad de terrenos, incluyendo la llanura pampeana, la Patagonia argentina o el desierto de Atacama en Chile, con la cordillera de los Andes como paisaje de fondo, la cual también tiene que atravesar en su recorrido hasta Chile y ahora extendido hasta Perú.
En 2010, la carrera vuelve al continente americano, con un nuevo recorrido del Rally Dakar 2010 que contiene 7 etapas en Argentina y 7 etapas en Chile, con largada y llegada en la ciudad de Buenos Aires. La edición 2011 también se volvió a realizar con éxito, en Argentina y Chile, saliendo desde la ciudad de Buenos Aires, con miles de personas reunidas en la avenida principal de la ciudad, en la largada más vista de su historia, para llegar a Chile, pero esta vez yendo a la zona del noroeste argentino y norte chileno, y regresando a la capital argentina.
Asimismo, la suspensión de la prueba en África, conllevó al adelanto de la primera edición del Rally de Europa Central, primera prueba bajo la certificación Dakar Series. Está previsto que se otorgue dicha certificación a otras competiciones de rally raid en América, que reúnan las condiciones necesarias a nivel de organización, seguridad y publicidad.
En diciembre de 2011, la prueba en América se extendió a Perú, se inició en la ciudad de Mar del Plata en Argentina, pasando por el norte de Chile, con un pequeño trazado por una ruta de caminos fronterizos con Bolivia y luego de 15 días, la llegada final fue en Lima, la capital peruana, con la participación de más de 400 pilotos y el auspicio, de todo tipo de marcas relacionadas con la industria y comerciales. En ese año se dio la primera suspensión de una etapa en la historia del rally, debido a condiciones climatológicas adversas.
En abril de 2019, la ASO anunció que a partir de la edición de 2020 el rally se trasladaba a Arabia Saudita.
El 28 de noviembre de 2021, se oficializó su inclusión al Campeonato Mundial de Rally Raid (W2RC), como la fecha inaugural del certamen de los cinco torneo que forman parte, organizado por la ASO con las reglas de FIA y FIM, teniendo su debut en la temporada 2022.

## Países visitados
Desde 1979 el Rally Dakar ha tenido etapas en 30 países de cuatro continentes: Europa, África, América y Asia. Entre 1979 y 2007, tuvo su recorrido entre los continentes de Europa y África, con el inicio en París y el final en Dakar (1979-1994), y en dos ocasiones (1997 y 2000) el trazado recorrió solo países africanos. A partir de la suspensión de la edición de 2008 por problemas de seguridad, el recorrido cambió de continente; así, las ediciones de 2009 a 2019 se desarrollaron en América del Sur. Desde 2020 el Rally ha venido desarrollándose en un único país, Arabia Saudí, en Asia.
Si clasificamos por continentes tenemos la siguiente información:
- África (21): Angola, Argelia, Burkina Faso, Camerún, República Centroafricana, Chad, República del Congo, Costa de Marfil, Egipto, Gabón, Guinea, Libia, Mali, Mauritania, Marruecos, Namibia, Níger, Senegal, Sierra Leona, Sudáfrica y Túnez.
- América (5): Argentina, Bolivia, Chile, Paraguay y Perú.
- Europa (3): Francia, España y Portugal.
- Asia (1): Arabia Saudí.

De las 47 ediciones que tiene actualmente el campeonato (la 30.ª versión, la de 2008, que iba a recorrer Europa y África, fue suspendida), 29 se han desarrollado en África, 27 en Europa, 11 en América y 6 en Asia. En las listas que se detallan a continuación, se enumeran los países por los que el Rally Dakar ha tenido etapas desde la primera edición en 1979 hasta 2025:
| Recorrido por países | Recorrido por países     | Recorrido por países | Recorrido por países | Recorrido por países | Recorrido por países | Recorrido por países | Recorrido por países |
| #                    | País                     | N.º de veces         | Parte del recorrido  | Parte del recorrido  | Parte del recorrido  | Parte del recorrido  |                      |
| #                    | País                     | N.º de veces         | Primera vez          | Última vez           | Inicio de carrera    | Final de carrera     |                      |
| -------------------- | ------------------------ | -------------------- | -------------------- | -------------------- | -------------------- | -------------------- | -------------------- |
| 1.º                  | Senegal                  | 28                   | 1979                 | 2007                 | 2                    | 28                   |                      |
| 2.º                  | Mali                     | 21                   | 1979                 | 2007                 | 0                    | 0                    |                      |
| 3.º                  | Francia                  | 21                   | 1979                 | 2004                 | 21                   | 0                    |                      |
| 4.º                  | Mauritania               | 19                   | 1980                 | 2007                 | 0                    | 0                    |                      |
| 5.º                  | Níger                    | 14                   | 1979                 | 2000                 | 0                    | 0                    |                      |
| 6.º                  | España                   | 13                   | 1989                 | 2007                 | 4                    | 0                    |                      |
| 7.º                  | Marruecos                | 12                   | 1993                 | 2007                 | 0                    | 0                    |                      |
| 7.º                  | Sáhara Occidental        | 11                   | 1994                 | 2007                 | 0                    | 0                    |                      |
| 8.º                  | Argelia                  | 11                   | 1979                 | 1993                 | 0                    | 0                    |                      |
| 9.º                  | Argentina                | 10                   | 2009                 | 2018                 | 7                    | 7                    |                      |
| 10.º                 | Chile                    | 7                    | 2009                 | 2015                 | 0                    | 2                    |                      |
| 11.º                 | Burkina Faso             | 6                    | 1980                 | 2004                 | 0                    | 0                    |                      |
| 11.º                 | Alto Volta               | 6                    | 1980                 | 2004                 | 0                    | 0                    |                      |
| 12.º                 | Guinea                   | 6                    | 1984                 | 2006                 | 0                    | 0                    |                      |
| 13.º                 | Libia                    | 6                    | 1989                 | 2003                 | 0                    | 0                    |                      |
| 14.º                 | Arabia Saudita           | 6                    | 2020                 | actualidad           | 4                    | 4                    |                      |
| 15.º                 | Bolivia                  | 5                    | 2014                 | 2018                 | 0                    | 0                    |                      |
| 16.º                 | Perú                     | 4                    | 2012                 | 2019                 | 3                    | 2                    |                      |
| 17.º                 | Chad                     | 2                    | 1990                 | 1992                 | 0                    | 0                    |                      |
| 18.º                 | Costa de Marfil          | 2                    | 1981                 | 1984                 | 0                    | 0                    |                      |
| 19.º                 | Egipto                   | 2                    | 2000                 | 2003                 | 0                    | 2                    |                      |
| 20.º                 | Portugal                 | 2                    | 1979                 | 2007                 | 2                    | 0                    |                      |
| 21.º                 | Túnez                    | 2                    | 2006                 | 2007                 | 0                    | 0                    |                      |
| 22.º                 | Angola                   | 1                    | 1992                 | 1992                 | 0                    | 0                    |                      |
| 23.º                 | Camerún                  | 1                    | 1992                 | 1992                 | 0                    | 0                    |                      |
| 24.º                 | Namibia                  | 1                    | 1992                 | 1992                 | 0                    | 0                    |                      |
| 25.º                 | Gabón                    | 1                    | 1992                 | 1992                 | 0                    | 0                    |                      |
| 26.º                 | República del Congo      | 1                    | 1992                 | 1992                 | 0                    | 0                    |                      |
| 27.º                 | República Centroafricana | 1                    | 1992                 | 1992                 | 0                    | 0                    |                      |
| 28.º                 | Sudáfrica                | 1                    | 1992                 | 1992                 | 0                    | 1                    |                      |
| 29.º                 | Sierra Leona             | 1                    | 1984                 | 1984                 | 0                    | 0                    |                      |
| 30.º                 | Paraguay                 | 1                    | 2017                 | 2017                 | 1                    | 0                    |                      |

| 1.ª  | 1979 | 5  | Francia • Argelia • Níger • Mali • Senegal                                                                                       | Europa y África |
| 2.ª  | 1980 | 7  | Francia • Argelia • Níger • Mali • Mauritania • Alto Volta • Senegal                                                             | Europa y África |
| 3.ª  | 1981 | 6  | Francia • Argelia • Mali • Alto Volta • Costa de Marfil • Senegal                                                                | Europa y África |
| 4.ª  | 1982 | 4  | Francia • Argelia • Mali • Senegal                                                                                               | Europa y África |
| 5.ª  | 1983 | 6  | Francia • Argelia • Níger • Mali • Mauritania • Senegal                                                                          | Europa y África |
| 6.ª  | 1984 | 8  | Francia • Argelia • Níger • Alto Volta • Costa de Marfil • Guinea • Sierra Leona • Senegal                                       | Europa y África |
| 7.ª  | 1985 | 6  | Francia • Argelia • Níger • Mali • Mauritania • Senegal                                                                          | Europa y África |
| 8.ª  | 1986 | 7  | Francia • Argelia • Níger • Mali • Mauritania • Guinea • Senegal                                                                 | Europa y África |
| 9.ª  | 1987 | 6  | Francia • Argelia • Níger • Mali • Mauritania • Senegal                                                                          | Europa y África |
| 10.ª | 1988 | 6  | Francia • Argelia • Níger • Mali • Mauritania • Senegal                                                                          | Europa y África |
| 11.ª | 1989 | 8  | Francia • España • Túnez • Libia • Níger • Mali • Guinea • Senegal                                                               | Europa y África |
| 12.ª | 1990 | 7  | Francia • Libia • Níger • Chad • Mali • Mauritania • Senegal                                                                     | Europa y África |
| 13.ª | 1991 | 6  | Francia • Libia • Níger • Mali • Mauritania • Senegal                                                                            | Europa y África |
| 14.ª | 1992 | 11 | Francia • Libia • Níger • Chad • República Centroafricana • Camerún • Gabón • República del Congo • Angola • Namibia • Sudáfrica | Europa y África |
| 15.ª | 1993 | 5  | Francia • Marruecos • Argelia • Mauritania • Senegal                                                                             | Europa y África |
| 16.ª | 1994 | 6  | Francia • España • Marruecos • Sáhara Occidental • Mauritania • Senegal                                                          | Europa y África |
| 17.ª | 1995 | 5  | España • Marruecos • Sáhara Occidental • Guinea • Senegal                                                                        | Europa y África |
| 18.ª | 1996 | 6  | España • Marruecos • Sáhara Occidental • Mali • Guinea • Senegal                                                                 | Europa y África |
| 19.ª | 1997 | 5  | Senegal • Mali • Níger • Mauritania • Senegal                                                                                    | África          |
| 20.ª | 1998 | 6  | Francia • España • Marruecos • Sáhara Occidental • Mauritania • Senegal                                                          | Europa y África |
| 21.ª | 1999 | 7  | España • Marruecos • Sáhara Occidental • Mauritania • Mali • Burkina Faso • Senegal                                              | Europa y África |
| 22.ª | 2000 | 6  | Senegal • Mali • Burkina Faso • Níger • Libia • Egipto                                                                           | África          |
| 23.ª | 2001 | 7  | Francia • España • Marruecos • Sáhara Occidental • Mauritania • Mali • Senegal                                                   | Europa y África |
| 24.ª | 2002 | 6  | Francia • España • Marruecos • Sáhara Occidental • Mauritania • Senegal                                                          | Europa y África |
| 25.ª | 2003 | 5  | Francia • España • Túnez • Libia • Egipto                                                                                        | Europa y África |
| 26.ª | 2004 | 8  | Francia • España • Marruecos • Sáhara Occidental • Mauritania • Mali • Burkina Faso • Senegal                                    | Europa y África |
| 27.ª | 2005 | 6  | España • Marruecos • Sáhara Occidental • Mauritania • Mali • Senegal                                                             | Europa y África |
| 28.ª | 2006 | 8  | Portugal • España • Marruecos • Sáhara Occidental • Mauritania • Mali • Guinea • Senegal                                         | Europa y África |
| 29.ª | 2007 | 7  | Portugal • España • Marruecos • Sáhara Occidental • Mauritania • Mali • Senegal                                                  | Europa y África |
| 30.ª | 2008 | 6  | Suspendida ( Portugal • España • Marruecos • Sáhara Occidental • Mauritania • Senegal)                                           | Europa y África |
| 31.ª | 2009 | 2  | Argentina • Chile • Argentina | América         |
| 32.ª | 2010 | 2  | Argentina • Chile • Argentina | América         |
| 33.ª | 2011 | 2  | Argentina • Chile • Argentina | América         |
| 34.ª | 2012 | 3  | Argentina • Chile • Perú | América         |
| 35.ª | 2013 | 3  | Perú • Argentina • Chile | América         |
| 36.ª | 2014 | 3  | Argentina • Bolivia • Chile | América         |
| 37.ª | 2015 | 3  | Argentina • Chile • Bolivia • Argentina                                                                                          | América         |
| 38.ª | 2016 | 2  | Argentina • Bolivia • Argentina                                                                                                  | América         |
| 39.ª | 2017 | 3  | Paraguay • Argentina • Bolivia • Argentina                                                                                       | América         |
| 40.ª | 2018 | 3  | Perú • Bolivia • Argentina | América         |
| 41.ª | 2019 | 1  | Perú | América         |
| 42.ª | 2020 | 1  | Arabia Saudita | Asia            |
| 43.ª | 2021 | 1  | Arabia Saudita | Asia            |
| 44.ª | 2022 | 1  | Arabia Saudita | Asia            |
| 45.ª | 2023 | 1  | Arabia Saudita | Asia            |
| 46.ª | 2024 | 1  | Arabia Saudita | Asia            |
| 47.ª | 2025 | 1  | Arabia Saudita | Asia            |

## Vehículos y clases
Existen cuatro categorías principales en la competición: coches, motos, camiones y quad. A su vez, cada categoría se divide en subcategorías, según sea el equipo profesional o privado, y según el tipo de vehículo (de serie o modificado).
Muchos participantes son aficionados y mecánicos, que modifican sus vehículos todo terreno, y logran obtener el auspicio de marcas comerciales, que son pintadas sobre los automóviles competidores y bordadas sobre los uniformes de competición, promovidos por la participación publicitaria de transmisiones deportivas, para poder participar y competir contra los grandes fabricantes de vehículos todo terreno, que invierten mucho dinero para su presentación.

### Automóviles

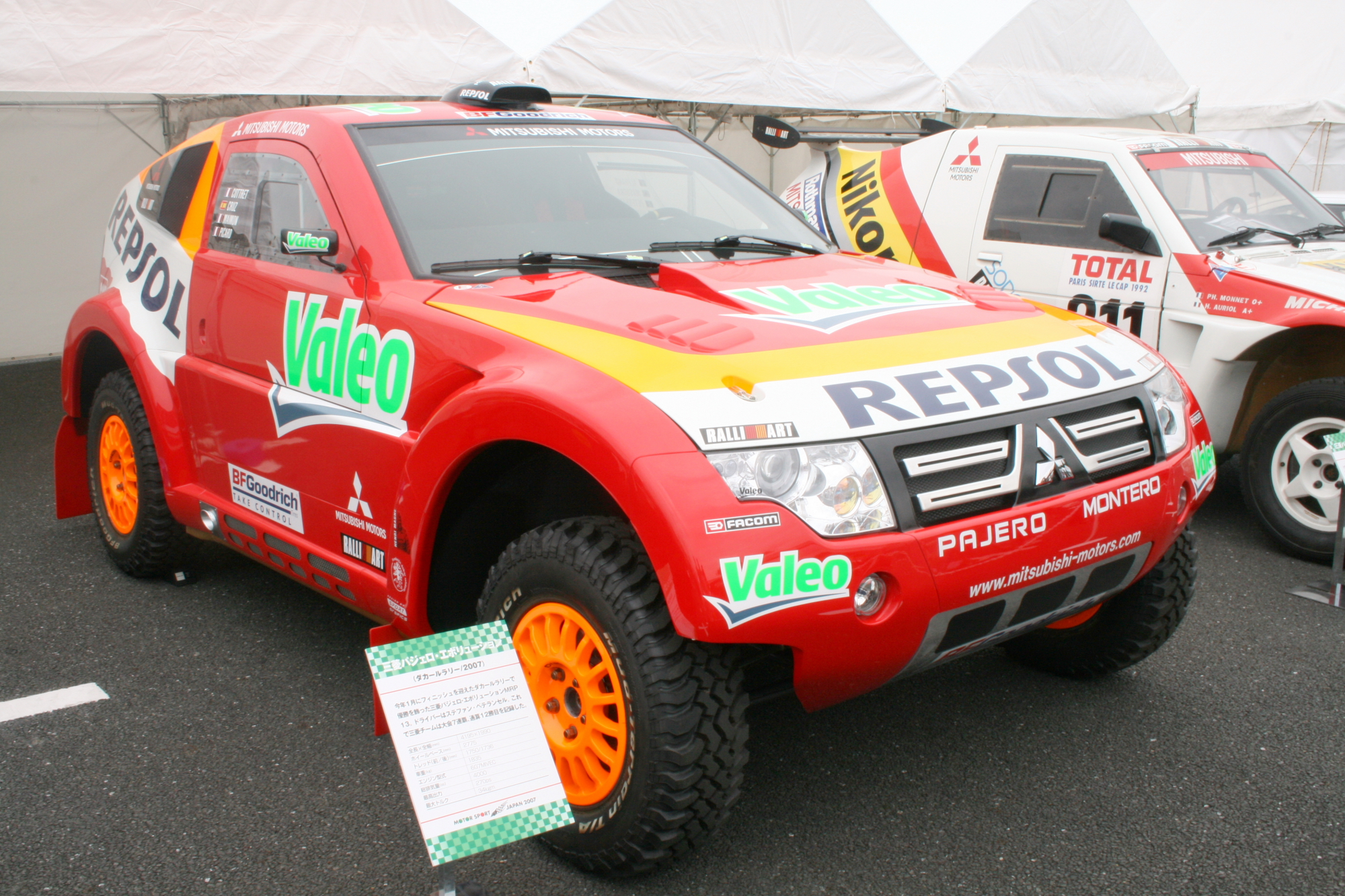
Mitsubishi Pajero, de Stéphane Peterhansel Ganador en 2007, Mitsubishi ganó las ediciones del 2001 al 2007 en forma consecutiva.

Algunas grandes marcas compiten en esta categoría con fines publicitarios (equipos oficiales) y para probar nuevas tecnologías, que después se aplican a los coches de calle, de producción en serie para el mercado internacional.
Se divide en las siguientes subcategorías:
- Ultimate: Vehículos modificados clase T1. A su vez, se divide en T1.1 (4x4), T1.2 (4x2), T1+ y T1E (eléctricos).[13]
- Stock: Vehículos de serie modificados clase T2.[14]
- Open: Vehículos que no pertenecen a ningún reglamento FIA, incluyendo vehículos con reglamento de SCORE International.

### Motos
Se trata de la categoría más peligrosa de las cuatro, por ser la moto un vehículo que deja desprotegido al conductor. También es la categoría más popular, por ser la más accesible respecto al coste para competidores aficionados, con motos de producción en serie de tipo Enduro, para caminos secundarios sin pavimento, con motores limitados a 450 centímetros cúbicos. En el Rally Dakar 2009 el límite máximo de participantes estuvo establecido en 250 motos.
- Superproducción: motocicletas preparadas para competición.
- Marathon: motocicletas de serie.

A su vez, comparte la categoría Original by Motul con cuatriciclos, la cual está reservada para pilotos sin asistencia.

### Camiones

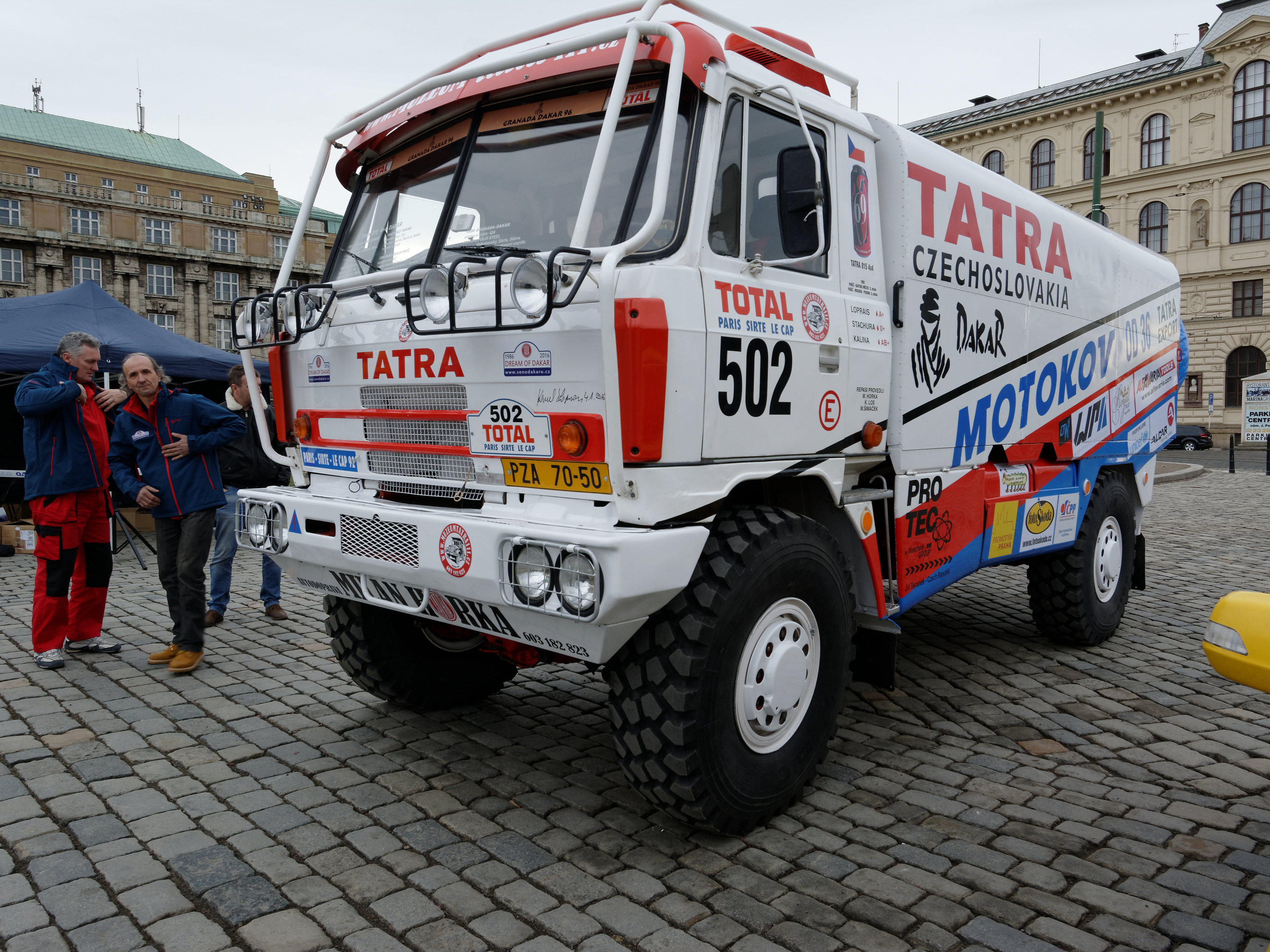
Tatra 815 de 1992, pilotado por Karel Loprais

Se considera la categoría más espectacular y sorprendente para los aficionados. La mayoría de los camiones tipo 4x4 compiten entre ellos, sólo unos pocos realizan funciones puramente de asistencia de los equipos competidores, para mantenimiento, reparación y asistencia médica de emergencia. Algunos equipos mezclan las funciones de asistencia con la competición.
Esta categoría existe como tal desde 1999. En las ediciones anteriores, los camiones estaban englobados en la categoría de coches pesados. Durante los años 1980 competían también prototipos de camiones, pero se prohibió su participación debido a los graves accidentes que se producían, al alcanzar estos grandes velocidades en los caminos secundarios sin pavimentación. Ahora se han convertido en la máxima atracción de la competición. Dentro de la categoría de camiones únicamente hay un equipo oficial, Kamaz Master, Kamaz junto a KTM son las marcas más laureadas del rally.
Se subdividen en categorías:
- T5.1: reglamento FIA.
- T5.2: reglamento ASO. Cabina y algunos otros componentes de serie.
- T5.3: vehículos de asistencia rápida. Son antiguos T5.1 o T5.2.

Todos están limitados a 140 km/H por motivos de seguridad.

### Cuatriciclos
Los cuatriciclos o quad son, en principio, las máquinas con cuatro ruedas más económicas y lentas del rally. Al igual que las motos, para inscribirse en la competición cada máquina de 4 ruedas, deberá estar legalmente registrada y adaptada para la circulación off-road (todoterreno) según las normas del Código de Autopistas de Francia y las especificaciones técnicas para los rallíes todo terreno (off-road rallies) establecidas por la Federación Internacional de Motociclismo (FIM). Las mismas pueden ser adquiridas según su producción en serie en el mercado o especialmente modificadas para su uso por los participantes. Su cilindrada máxima es de 750cc para los 2x4 y 900cc para los 4x4.
A su vez, comparte la categoría Original by Motul con motosal está reservada para pilotos sin asistencia.
La categoría ha estado vigente desde el Rally Dakar de 2009 hasta la edición del Rally Dakar de 2024, actualmente ya no forma parte de la competición.

### SSV y ligeros
Los side by side o UTV (Utility Task Vehicle) son una categoría en la cual compiten vehículos todoterreno, es la más reciente y de gran crecimiento por ser de costos inferiores a la categoría coches.
En 2021, se consolidaron las clases de SSV (vehículos T4, es decir, de serie modificados) y los prototipos ligeros (T3).
En 2025, la categoría T3 cambió de nombre la categoría a Challenger. 

## Aspectos sociales

### Críticas sobre la imagen de África, y amenazas de Al Qaeda
El hecho de que se hayan producido atropellos mortales de ciudadanos de los países africanos, que ven las carreras a lo largo de la ruta por el desierto, por donde pasa el rally, ha suscitado mucha polémica. Durante la edición de 2005, 24 organizaciones no gubernamentales, ecologistas y sindicales, suscribieron un manifiesto pidiendo la supresión del rally, al que tachaban de «rodeo publicitario en el continente de la pobreza» y criticaban la «utilización de África, destrozada por el sida, el hambre y el endeudamiento, como terreno de juego».
La edición de 2008 quedó salpicada por amenazas terroristas por parte del grupo terrorista Al Qaeda, que llevaron a la suspensión de la prueba en África por la recomendación del gobierno francés, y decidiéndose que la edición siguiente se celebraría en América, pasando de Europa–África a Argentina–Chile.

### Patrimonio arqueológico y ambiental
También se ha generado polémica en Chile por el daño medioambiental que causa el paso de los vehículos por el desierto de Atacama, afectando gravemente los sectores donde crece flora desértica, fenómeno único en el mundo conocido como desierto florido.
En 2018 la competición no tuvo a Chile como parte del recorrido debido, principalmente, a la presión que ejercieran los sectores ambientales y arqueológicos, debido a que desde 2009, se produjera, sistemáticamente, la destrucción de numerosos sitios arqueológicos de forma irreversible.
No obstante, las ediciones de 2018 y 2019, realizadas en Perú, cuyas condiciones patrimoniales y naturales son equivalentes o aún mayores a las presentes en Chile, se desarrollaron sin ningún tipo de afectaciones, con base en una buena planificación y gestión del riesgo por parte de las autoridades locales y la administración de la carrera. De hecho, el mismo director del Dakar, Etienne Lavigne, señaló lo siguiente: «Es una prioridad nuestra estar al punto de protección del medioambiente y zonas arqueológicas». En 2019, el Servicio Nacional de Áreas Naturales Protegidas por el Estado de Perú destacó la responsabilidad ambiental del Rally Dakar, y lo mismo hizo el Ministerio de Cultura de Perú al respecto del cuidado del patrimonio cultural.

### Aportes a la superación de la pobreza en Sudamérica
Además de la reciente responsabilidad medioambiental y arqueológica, el Rally Dakar, desde su ingreso a tierras sudamericanas en 2009, ha establecido una estrecha cooperación con Fundación Techo, para la superación de la pobreza, que ha dejado, a 2018, más de un millón de dólares en donaciones, lo cual ha servido para financiar «más de 400 proyectos de desarrollo comunitario, relativos a vivienda, educación, trabajo e infraestructura» en comunidades en riesgo social.

### Energías verdes
ASO, la entidad organizadora del rally, ha establecido la transición de los vehículos hacia energías limpias, de bajas emisiones y sustentables, para lo cual se ha fijado como meta la adopción del hidrógeno como requerimiento para todos los participantes de las categorías automóviles y camiones para el año 2030, en un proceso progresivo desde la edición 2022 en adelante, que contempla automóviles híbridos y eléctricos.

## Ganadores

### Motos, coches y camiones
| Año  | Ruta                                    | Motos                                                                    | Motos                                                                    | Coches / Ultimate                                                        | Coches / Ultimate                                                        | Camiones                                                                 | Camiones                                                                 |
| Año  | Ruta                                    | Piloto                                                                   | Vehículo                                                                 | Piloto Copiloto                                                          | Vehículo                                                                 | Piloto Copiloto Mecánico                                                 | Vehículo                                                                 |
| ---- | --------------------------------------- | ------------------------------------------------------------------------ | ------------------------------------------------------------------------ | ------------------------------------------------------------------------ | ------------------------------------------------------------------------ | ------------------------------------------------------------------------ | ------------------------------------------------------------------------ |
| 1979 | París- Argel- Dakar                     | Cyril Neveu                                                              | Yamaha XT500                                                             | Alain Génestier Joseph Terbiaut Jean Lemordant                           | Range Rover                                                              | Jean-François Dunac Jean-Pierre Chapel François Beau                     | Pinzgauer                                                                |
| 1980 | París- Argel- Dakar                     | Cyril Neveu                                                              | Yamaha XT500                                                             | Freddy Kottulinsky Gerd Löffelmann                                       | Volkswagen Iltis                                                         | Miloud Ataouat Hadj Daou Boukrif Mahiedine Kaloua                        | Sonacome M210                                                            |
| 1981 | París- Argel- Dakar                     | Hubert Auriol                                                            | BMW R80G/S                                                               | René Metge Bernard Giroux                                                | Range Rover                                                              | Adrien Villette Henri Gabrelle Alain Voillereau                          | ALM / ACMAT                                                              |
| 1982 | París- Argel- Dakar                     | Cyril Neveu                                                              | Honda XR550                                                              | Claude Marreau Bernard Marreau                                           | Renault 20 Turbo 4X4                                                     | Georges Groine Thierry de Saulieu Bernard Malferiol                      | Mercedes-Benz U 1700 L                                                   |
| 1983 | París- Argel- Dakar                     | Hubert Auriol                                                            | BMW R80G/S                                                               | Jacky Ickx Claude Brasseur                                               | Mercedes 280 GE                                                          | Georges Groine Thierry de Saulieu Bernard Malferiol                      | Mercedes-Benz 1936 AK                                                    |
| 1984 | París- Argel- Dakar                     | Gaston Rahier                                                            | BMW R80G/S                                                               | René Metge Dominique Lemoyne                                             | Porsche 911 (953)                                                        | Pierre Laleu Daniel Durce Patrick Venturini                              | Mercedes-Benz 1936 AK                                                    |
| 1985 | París- Argel- Dakar                     | Gaston Rahier                                                            | BMW R80G/S                                                               | Patrick Zaniroli Jean da Silva                                           | Mitsubishi Pajero Evolution                                              | Karl-Friedrich Capito Jost Capito Klaus Schweikarl                       | Mercedes-Benz 1936 AK                                                    |
| 1986 | París- Argel- Dakar                     | Cyril Neveu                                                              | Honda NXR750V                                                            | René Metge Dominique Lemoyne                                             | Porsche 959                                                              | Giacomo Vismara Giulio Minelli                                           | Mercedes-Benz U 1300 L                                                   |
| 1987 | París- Argel- Dakar                     | Cyril Neveu                                                              | Honda NXR750V                                                            | Ari Vatanen Bernard Giroux                                               | Peugeot 205 T16                                                          | Jan de Rooy Yvo Geusens Theo van de Rijt                                 | DAF TurboTwin II                                                         |
| 1988 | París- Argel- Dakar                     | Edi Orioli                                                               | Honda NXR750V                                                            | Juha Kankkunen Juha Piironen                                             | Peugeot 205 T16                                                          | Karel Loprais Radomir Stachura Tomas Muck                                | Tatra 815                                                                |
| 1989 | París- Túnez- Dakar                     | Gilles Lalay                                                             | Honda NXR750V                                                            | Ari Vatanen Bruno Berglund                                               | Peugeot 405 T16                                                          | No se realizó                                                            | No se realizó                                                            |
| 1990 | París- Trípoli- Dakar                   | Edi Orioli                                                               | Cagiva Elefant 900                                                       | Ari Vatanen Bruno Berglund                                               | Peugeot 405 T16                                                          | Giorgio Villa Giorgio Delfino Claudio Vinante                            | Perlini 105F                                                             |
| 1991 | París- Trípoli- Dakar                   | Stéphane Peterhansel                                                     | Yamaha YZE 750T                                                          | Ari Vatanen Bruno Berglund                                               | Citroën ZX                                                               | Jacques Houssat Thierry de Saulieu Danilo Bottaro                        | Perlini 105F                                                             |
| 1992 | París- Sirte- Ciudad del Cabo           | Stéphane Peterhansel                                                     | Yamaha YZE 850T                                                          | Hubert Auriol Philippe Monnet                                            | Mitsubishi Pajero Evolution                                              | Francesco Perlini Giorgio Albiero Claudio Vinante                        | Perlini 105F                                                             |
| 1993 | París- Tánger- Dakar                    | Stéphane Peterhansel                                                     | Yamaha YZE 850T                                                          | Bruno Saby Dominique Serieys                                             | Mitsubishi Pajero Evolution                                              | Francesco Perlini Giorgio Albiero Claudio Vinante                        | Perlini 105F                                                             |
| 1994 | París- Dakar- París                     | Edi Orioli                                                               | Cagiva Elefant 900                                                       | Pierre Lartigue Michel Périn                                             | Citroën ZX                                                               | Karel Loprais Radomir Stachura Josef Kalina                              | Tatra 815                                                                |
| 1995 | Granada- Dakar                          | Stéphane Peterhansel                                                     | Yamaha YZE 850T                                                          | Pierre Lartigue Michel Périn                                             | Citroën ZX                                                               | Karel Loprais Radomir Stachura Tomas Tomecek                             | Tatra 815                                                                |
| 1996 | Granada- Dakar                          | Edi Orioli                                                               | Yamaha YZE 850T                                                          | Pierre Lartigue Michel Périn                                             | Citroën ZX                                                               | Viktor Moskovskikh Anatoliy Kuzmin Nail Bagavetdinov                     | Kamaz 49252                                                              |
| 1997 | Dakar- Agadez- Dakar                    | Stéphane Peterhansel                                                     | Yamaha YZE 850T                                                          | Kenjiro Shinozuka Henri Magne                                            | Mitsubishi Pajero Type 2                                                 | Peter Reif Johann Deinhofer                                              | Hino Ranger                                                              |
| 1998 | París- Granada- Dakar                   | Stéphane Peterhansel                                                     | Yamaha YZE 850T                                                          | Jean-Pierre Fontenay Gilles Picard                                       | Mitsubishi Pajero Evolution                                              | Karel Loprais Radomir Stachura Jan Cermak                                | Tatra 815                                                                |
| 1999 | Granada- Dakar                          | Richard Sainct                                                           | BMW F650RR                                                               | Jean-Louis Schlesser Philippe Monnet                                     | Buggy Schlesser                                                          | Karel Loprais Radomir Stachura Josef Kalina                              | Tatra 815                                                                |
| 2000 | París- Dakar- El Cairo                  | Richard Sainct                                                           | BMW F650RR                                                               | Jean-Louis Schlesser Henri Magne                                         | Buggy Schlesser                                                          | Vladimir Chagin Semen Yakubov Sergey Savostin                            | Kamaz 49252                                                              |
| 2001 | París- Dakar                            | Fabrizio Meoni                                                           | KTM LC4 660R                                                             | Jutta Kleinschmidt Andreas Schulz                                        | Mitsubishi Pajero Evolution                                              | Karel Loprais Josef Kalina Petr Hamerla                                  | Tatra 815                                                                |
| 2002 | Arrás- Madrid- Dakar                    | Fabrizio Meoni                                                           | KTM LC8 950R                                                             | Hiroshi Masuoka Pascal Maimon                                            | Mitsubishi Pajero Evolution                                              | Vladimir Chagin Semen Yakubov Sergey Savostin                            | Kamaz 49256                                                              |
| 2003 | Marsella- Sharm el-Sheij                | Richard Sainct                                                           | KTM LC4 660R                                                             | Hiroshi Masuoka Andreas Schulz                                           | Mitsubishi Pajero Evolution                                              | Vladimir Chagin Semen Yakubov Sergey Savostin                            | Kamaz 4911                                                               |
| 2004 | Clermont-Ferrand- Dakar                 | Nani Roma                                                                | KTM LC4 660R                                                             | Stéphane Peterhansel Jean-Paul Cottret                                   | Mitsubishi Pajero Evolution                                              | Vladimir Chagin Semen Yakubov Sergey Savostin                            | Kamaz 4911                                                               |
| 2005 | Barcelona- Dakar                        | Cyril Despres                                                            | KTM LC4 660R                                                             | Stéphane Peterhansel Jean-Paul Cottret                                   | Mitsubishi Pajero Evolution                                              | Firdaus Kabirov Aydar Belyaev Andrey Mokeev                              | Kamaz 4911                                                               |
| 2006 | Lisboa- Dakar                           | Marc Coma                                                                | KTM LC4 660R                                                             | Luc Alphand Gilles Picard                                                | Mitsubishi Pajero Evolution                                              | Vladimir Chagin Semen Yakubov Sergey Savostin                            | Kamaz 4911                                                               |
| 2007 | Lisboa- Dakar                           | Cyril Despres                                                            | KTM 690 Rally                                                            | Stéphane Peterhansel Jean-Paul Cottret                                   | Mitsubishi Pajero Evolution                                              | Hans Stacey Charly Gotlib Bernard der Kinderen                           | MAN TGA                                                                  |
| 2008 | Lisboa- Dakar                           | No se disputó por amenazas de Al Qaeda al paso del rally por Mauritania. | No se disputó por amenazas de Al Qaeda al paso del rally por Mauritania. | No se disputó por amenazas de Al Qaeda al paso del rally por Mauritania. | No se disputó por amenazas de Al Qaeda al paso del rally por Mauritania. | No se disputó por amenazas de Al Qaeda al paso del rally por Mauritania. | No se disputó por amenazas de Al Qaeda al paso del rally por Mauritania. |
| 2009 | Buenos Aires- Valparaíso- Buenos Aires  | Marc Coma                                                                | KTM 690 Rally                                                            | Giniel de Villiers Dirk von Zitzewitz                                    | Volkswagen Race Touareg 2                                                | Firdaus Kabirov Aydar Belyaev Andrey Mokeev                              | Kamaz 4326-9                                                             |
| 2010 | Buenos Aires- Antofagasta- Buenos Aires | Cyril Despres                                                            | KTM 690 Rally                                                            | Carlos Sainz Lucas Cruz                                                  | Volkswagen Race Touareg 2                                                | Vladimir Chagin Sergey Savostin Eduard Nikolaev                          | Kamaz 4326-9                                                             |
| 2011 | Buenos Aires- Arica- Buenos Aires       | Marc Coma                                                                | KTM 450 Rally                                                            | Nasser Al-Attiyah Timo Gottschalk                                        | Volkswagen Race Touareg 3                                                | Vladimir Chagin Sergey Savostin Ildar Shaysultanov                       | Kamaz 4326-9                                                             |
| 2012 | Mar del Plata- Copiapó- Lima            | Cyril Despres                                                            | KTM 450 Rally                                                            | Stéphane Peterhansel Jean-Paul Cottret                                   | Mini All4 Racing                                                         | Gerard de Rooy Tom Colsoul Darek Rodewald                                | Iveco PowerStar                                                          |
| 2013 | Lima- Tucumán- Santiago                 | Cyril Despres                                                            | KTM 450 Rally                                                            | Stéphane Peterhansel Jean-Paul Cottret                                   | Mini All4 Racing                                                         | Eduard Nikolaev Sergey Savostin Vladimir Rybakov                         | Kamaz 4326-9                                                             |
| 2014 | Rosario- Salta- Valparaíso              | Marc Coma                                                                | KTM 450 Rally                                                            | Nani Roma Michel Périn                                                   | Mini All4 Racing                                                         | Andrey Karginov Andrey Mokeev Igor Devyatkin                             | Kamaz 4326-9                                                             |
| 2015 | Buenos Aires- Iquique- Buenos Aires     | Marc Coma                                                                | KTM 450 Rally                                                            | Nasser Al-Attiyah Mathieu Baumel                                         | Mini All4 Racing                                                         | Ayrat Mardeev Aydar Belyaev Dmitriy Svistunov                            | Kamaz 4326-9                                                             |
| 2016 | Buenos Aires- Salta- Rosario            | Toby Price                                                               | KTM 450 Rally                                                            | Stéphane Peterhansel Jean-Paul Cottret                                   | Peugeot 2008 DKR                                                         | Gerard de Rooy Moi Torrallardona Darek Rodewald                          | Iveco PowerStar                                                          |
| 2017 | Asunción- La Paz- Buenos Aires          | Sam Sunderland                                                           | KTM 450 Rally                                                            | Stéphane Peterhansel Jean-Paul Cottret                                   | Peugeot 3008 DKR                                                         | Eduard Nikolaev Evgeny Yakovlev Vladimir Rybakov                         | Kamaz 4326-9                                                             |
| 2018 | Lima- La Paz- Córdoba                   | Matthias Walkner                                                         | KTM 450 Rally                                                            | Carlos Sainz Lucas Cruz                                                  | Peugeot 3008 DKR Maxi                                                    | Eduard Nikolaev Evgeny Yakovlev Vladimir Rybakov                         | Kamaz 4326-9                                                             |
| 2019 | Lima- Lima                              | Toby Price                                                               | KTM 450 Rally                                                            | Nasser Al-Attiyah Mathieu Baumel                                         | Toyota Hilux Dakar                                                       | Eduard Nikolaev Evgeny Yakovlev Vladimir Rybakov                         | Kamaz 43509                                                              |
| 2020 | Yeda- Al-Qiddiya                        | Ricky Brabec                                                             | Honda CRF 450 Rally                                                      | Carlos Sainz Lucas Cruz                                                  | Mini John Cooper Works Buggy                                             | Andrey Karginov Andrey Mokeev Igor Leonov                                | Kamaz 43509                                                              |
| 2021 | Yeda- Hail- Yeda                        | Kevin Benavides                                                          | Honda CRF 450 Rally                                                      | Stéphane Peterhansel Édouard Boulanger                                   | Mini John Cooper Works Buggy                                             | Dmitry Sotnikov Ruslan Amkhmadeev Ilgiz Akhmetzianov                     | Kamaz 43509                                                              |
| 2022 | Yeda- Hail- Yeda                        | Sam Sunderland                                                           | Gas Gas 450 Rally                                                        | Nasser Al-Attiyah Mathieu Baumel                                         | Toyota GR DKR Hilux                                                      | Dmitry Sotnikov Ruslan Amkhmadeev Ilgiz Akhmetzianov                     | Kamaz 435091                                                             |
| 2023 | Yanbu- Riad- Dammam                     | Kevin Benavides                                                          | KTM 450 Rally                                                            | Nasser Al-Attiyah Mathieu Baumel                                         | Toyota GR DKR Hilux                                                      | Janus van Kasteren Darek Rodewald Marcel Snijders                        | Iveco PowerStar                                                          |
| 2024 | Al-Ula- Riad- Yanbu                     | Ricky Brabec                                                             | Honda CRF 450 Rally                                                      | Carlos Sainz Lucas Cruz                                                  | Audi RSQ e-tron                                                          | Martin Macík František Tomášek David Svanda                              | Iveco PowerStar                                                          |
| 2025 | Bisha- Shubaytah                        | Daniel Sanders                                                           | KTM 450 Rally Factory                                                    | Yazeed Al-Rajhi Timo Gottschalk                                          | Toyota Hilux Overdrive                                                   | Martin Macík František Tomášek David Svanda                              | Iveco PowerStar                                                          |

### Cuatriciclos, UTV/SSV, prototipos ligeros y clásicos
| Año  | Ruta                                    | Cuatriciclos   | Cuatriciclos      | UTV/SSV                                 | UTV/SSV                 | Prototipos ligeros/Challenger           | Prototipos ligeros/Challenger | Clásicos               | Clásicos                  |
| Año  | Ruta                                    | Motocicista    | Vehículo          | Piloto Copiloto                         | Vehículo                | Piloto Copiloto                         | Vehículo                      | Piloto Copiloto        | Vehículo                  |
| ---- | --------------------------------------- | -------------- | ----------------- | --------------------------------------- | ----------------------- | --------------------------------------- | ----------------------------- | ---------------------- | ------------------------- |
| 2009 | Buenos Aires- Valparaíso- Buenos Aires  | J. Macháček    | Yamaha Raptor 700 | No se realizó                           | No se realizó           | No se realizó                           | No se realizó                 | No se realizó          | No se realizó             |
| 2010 | Buenos Aires- Antofagasta- Buenos Aires | M. Patronelli  | Yamaha Raptor 700 | No se realizó                           | No se realizó           | No se realizó                           | No se realizó                 | No se realizó          | No se realizó             |
| 2011 | Buenos Aires- Arica- Buenos Aires       | A. Patronelli  | Yamaha Raptor 700 | No se realizó                           | No se realizó           | No se realizó                           | No se realizó                 | No se realizó          | No se realizó             |
| 2012 | Mar del Plata- Copiapó- Lima            | A. Patronelli  | Yamaha Raptor 700 | No se realizó                           | No se realizó           | No se realizó                           | No se realizó                 | No se realizó          | No se realizó             |
| 2013 | Lima- Tucumán- Santiago                 | M. Patronelli  | Yamaha Raptor 700 | No se realizó                           | No se realizó           | No se realizó                           | No se realizó                 | No se realizó          | No se realizó             |
| 2014 | Rosario- Salta- Valparaíso              | I. Casale      | Yamaha Raptor 700 | No se realizó                           | No se realizó           | No se realizó                           | No se realizó                 | No se realizó          | No se realizó             |
| 2015 | Buenos Aires- Iquique- Buenos Aires     | R. Sonik       | Yamaha Raptor 700 | No se realizó                           | No se realizó           | No se realizó                           | No se realizó                 | No se realizó          | No se realizó             |
| 2016 | Buenos Aires- Salta- Rosario            | M. Patronelli  | Yamaha Raptor 700 | No se realizó                           | No se realizó           | No se realizó                           | No se realizó                 | No se realizó          | No se realizó             |
| 2017 | Asunción- La Paz- Buenos Aires          | S. Karyakin    | Yamaha Raptor 700 | L. Torres L. Roldan                     | Polaris RZR 1000 XP     | No se realizó                           | No se realizó                 | No se realizó          | No se realizó             |
| 2018 | Lima- La Paz- Córdoba                   | I. Casale      | Yamaha Raptor 700 | R. Varela G. Gugelmin                   | Can-Am                  | No se realizó                           | No se realizó                 | No se realizó          | No se realizó             |
| 2019 | Lima- Lima                              | N. Cavigliasso | Yamaha Raptor 700 | F. López Contardo Á. Quintanilla        | Can-Am                  | No se realizó                           | No se realizó                 | No se realizó          | No se realizó             |
| 2020 | Yeda- Al-Qiddiya                        | I. Casale      | Yamaha Raptor 700 | Casey Currie S. Berriman                | Can-Am Maverick         | No se realizó                           | No se realizó                 | No se realizó          | No se realizó             |
| 2021 | Yeda- Hail- Yeda                        | M. Andújar     | Yamaha Raptor 700 | F. López Contardo J. P. Latrach Vinagre | Can-Am                  | J. Macháček P. Vyoral                   | Can-Am                        | M. Douton E. Etienne   | Sunhill Buggy             |
| 2022 | Yeda- Hail- Yeda                        | A. Giroud      | Yamaha Raptor 700 | A. Jones G. Gugelmin                    | Can-Am Maverick XRS     | F. López Contardo J. P. Latrach Vinagre | Can-Am Maverick XRS           | S. Mogno F. Drulhon    | Toyota Land Cruiser HDJ80 |
| 2023 | Yeda- Hail- Yeda                        | A. Giroud      | Yamaha Raptor 700 | E. Goczał O. Mena                       | Can-Am Maverick XRS     | A. Jones G. Gugelmin                    | Can-Am Maverick XRS           | J. Morera L. Ruba      | Toyota Land Cruiser HDJ80 |
| 2024 | Al-Ula- Riad- Yanbu                     | M. Andújar     | Yamaha Raptor 700 | X. de Soultrait M. Bonnet               | Polaris RZR Pro R       | C. Gutiérrez P. Moreno                  | Taurus T3 Max                 | C. Santaolalla J. Rosa | Toyota Land Cruiser HDJ80 |
| 2025 | Bisha- Shubaytah                        | No se realizó  | No se realizó     | B. Heger M. Eddy                        | Polaris RZR Pro R Sport | N. Cavigliasso V. Pertegarini           | Taurus T3 Max                 | C. Santaolalla J. Rosa | Toyota Land Cruiser HDJ80 |

- Fuente: Historia Rally Dakar – Estadísticas 1979–2018[29][30][31][32]

### Pilotos con más victorias

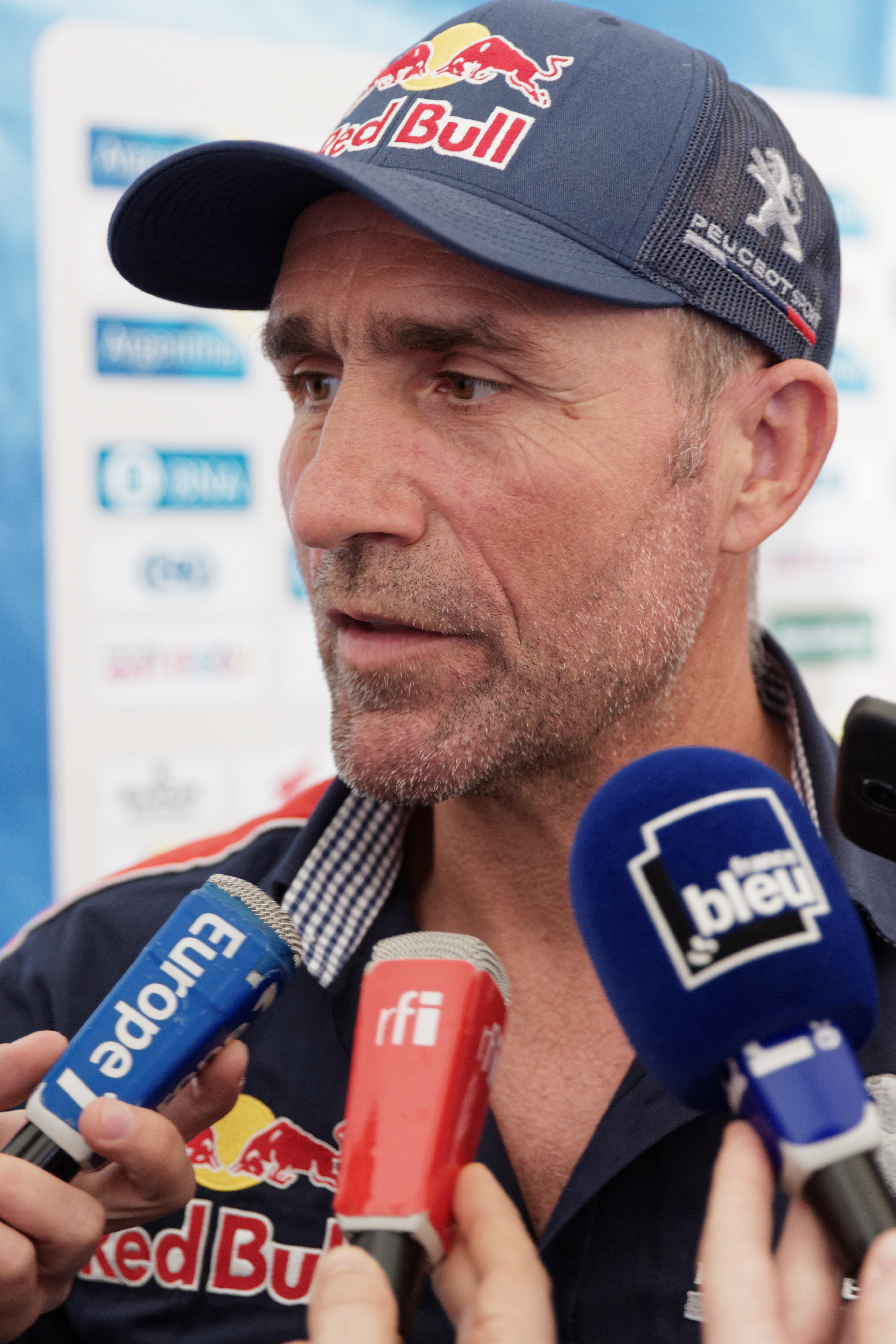
El francés Stéphane Peterhansel es el piloto más victorioso en el Dakar, con 6 triunfos en motos y 8 victorias en coches.

| Posición | Piloto               | Años                                                                                              | Victorias | Categoría          |
| -------- | -------------------- | ------------------------------------------------------------------------------------------------- | --------- | ------------------ |
| 1        | Stéphane Peterhansel | 1991, 1992, 1993, 1995, 1997, 1998 (motos) 2004, 2005, 2007, 2012, 2013, 2016, 2017, 2021 (autos) | 14        | Motos / Autos      |
| 2        | Vladimir Chagin      | 2000, 2002, 2003, 2004, 2006, 2010, 2011                                                          | 7         | Camiones           |
| 3        | Karel Loprais        | 1988, 1994, 1995, 1998, 1999, 2001                                                                | 6         | Camiones           |
| 4        | Cyril Neveu          | 1979, 1980, 1982, 1986, 1987                                                                      | 5         | Motos              |
| 4        | Cyril Despres        | 2005, 2007, 2010, 2012, 2013                                                                      | 5         | Motos              |
| 4        | Marc Coma            | 2006, 2009, 2011, 2014, 2015                                                                      | 5         | Motos              |
| 4        | Nasser al-Attiyah    | 2011, 2015, 2019, 2022, 2023                                                                      | 5         | Autos              |
| 8        | Ari Vatanen          | 1987, 1989, 1990, 1991                                                                            | 4         | Autos              |
| 8        | Edi Orioli           | 1988, 1990, 1994, 1996                                                                            | 4         | Motos              |
| 8        | Carlos Sainz Sr.     | 2010, 2018, 2020, 2024                                                                            | 4         | Autos              |
| 8        | Eduard Nikolaev      | 2013, 2017, 2018, 2019                                                                            | 4         | Camiones           |
| 12       | Hubert Auriol        | 1981, 1983 (motos), 1992 (autos)                                                                  | 3         | Motos / Autos      |
| 12       | René Metge           | 1981, 1984, 1986                                                                                  | 3         | Autos              |
| 12       | Pierre Lartigue      | 1994, 1995, 1996                                                                                  | 3         | Autos              |
| 12       | Richard Sainct       | 1999, 2000, 2003                                                                                  | 3         | Motos              |
| 12       | Marcos Patronelli    | 2010, 2013, 2016                                                                                  | 3         | Quads              |
| 12       | Ignacio Casale       | 2014, 2018, 2020                                                                                  | 3         | Quads              |
| 12       | Francisco López      | 2019, 2021 (SSVs), 2022 (ligeros)                                                                 | 3         | SSVs / Ligeros     |
| 19       | Georges Groine       | 1982, 1983                                                                                        | 2         | Camiones           |
| 19       | Gaston Rahier        | 1984, 1985                                                                                        | 2         | Motos              |
| 19       | Francesco Perlini    | 1992, 1993                                                                                        | 2         | Camiones           |
| 19       | Jean-Louis Schlesser | 1999, 2000                                                                                        | 2         | Autos              |
| 19       | Fabrizio Meoni       | 2001, 2002                                                                                        | 2         | Motos              |
| 19       | Hiroshi Masuoka      | 2002, 2003                                                                                        | 2         | Autos              |
| 19       | Nani Roma            | 2004 (motos), 2014 (autos)                                                                        | 2         | Motos / Autos      |
| 19       | Firdaus Kabirov      | 2005, 2009                                                                                        | 2         | Camiones           |
| 19       | Josef Macháček       | 2009 (quads), 2021 (ligeros)                                                                      | 2         | Quads / Ligeros    |
| 19       | Alejandro Patronelli | 2011, 2012                                                                                        | 2         | Quads              |
| 19       | Gerard de Rooy       | 2012, 2016                                                                                        | 2         | Camiones           |
| 19       | Andrey Karginov      | 2014, 2020                                                                                        | 2         | Camiones           |
| 19       | Toby Price           | 2016, 2019                                                                                        | 2         | Motos              |
| 19       | Sam Sunderland       | 2017, 2022                                                                                        | 2         | Motos              |
| 19       | Nicolás Cavigliasso  | 2019 (quads), 2025 (ligeros)                                                                      | 2         | Quads / Challenger |
| 19       | Ricky Brabec         | 2020, 2024                                                                                        | 2         | Motos              |
| 19       | Dmitry Sotnikov      | 2021, 2022                                                                                        | 2         | Camiones           |
| 19       | Manuel Andújar       | 2021, 2024                                                                                        | 2         | Quads              |
| 19       | Alexandre Giroud     | 2022, 2023                                                                                        | 2         | Quads              |
| 19       | Austin Jones         | 2022 (SSVs), 2023 (Ligeros)                                                                       | 2         | SSvs / Challenger  |
| 19       | Martin Macík         | 2024, 2025                                                                                        | 2         | Camiones           |
| 19       | Carlos Santaolalla   | 2024, 2025                                                                                        | 2         | Clásicos           |

### Victorias por país
| País                | Coches | Motocicletas | Camiones | Cuatriciclos | SxS/UTV/SSV | Ligeros/Challenger | Clásicos | Triunfos |
| ------------------- | ------ | ------------ | -------- | ------------ | ----------- | ------------------ | -------- | -------- |
| Francia             | 23     | 22           | 6        | 2            | 1           | -                  | 2        | 56       |
| Rusia               | -      | -            | 19       | 1            | -           | -                  | -        | 20       |
| España              | 5      | 6            | -        | -            | -           | 1                  | 3        | 15       |
| Argentina           | -      | 2            | -        | 8            | -           | 1                  | -        | 11       |
| Italia              | -      | 6            | 4        | -            | -           | -                  | -        | 10       |
| República Checa     | -      | -            | 7        | 1            | -           | 1                  | -        | 9        |
| Chile               | -      | -            | -        | 3            | 2           | 1                  | -        | 6        |
| Estados Unidos      | -      | 2            | -        | -            | 3           | 1                  | -        | 6        |
| Finlandia           | 5      | -            | -        | -            | -           | -                  | -        | 5        |
| Países Bajos        | -      | -            | 5        | -            | -           | -                  | -        | 5        |
| Catar               | 5      | -            | -        | -            | -           | -                  | -        | 5        |
| Bélgica             | 1      | 2            | -        | -            | -           | -                  | -        | 3        |
| Japón               | 3      | -            | -        | -            | -           | -                  | -        | 3        |
| Australia           | -      | 3            | -        | -            | -           | -                  | -        | 3        |
| Austria             | -      | 1            | 1        | -            | -           | -                  | -        | 2        |
| Brasil              | -      | -            | -        | -            | 2           | -                  | -        | 2        |
| Reino Unido         | -      | 2            | -        | -            | -           | -                  | -        | 2        |
| Polonia             | -      | -            | -        | 1            | 1           | -                  | -        | 2        |
| Alemania            | 2      | -            | -        | -            | -           | -                  | -        | 1        |
| Argelia             | -      | -            | 1        | -            | -           | -                  | -        | 1        |
| Alemania Occidental | -      | -            | 1        | -            | -           | -                  | -        | 1        |
| Checoslovaquia      | -      | -            | 1        | -            | -           | -                  | -        | 1        |
| Sudáfrica           | 1      | -            | -        | -            | -           | -                  | -        | 1        |
| Arabia Saudita      | 1      | -            | -        | -            | -           | -                  | -        | 1        |
| Total (25 países)   | 46     | 46           | 45       | 16           | 9           | 5                  | 5        | 172      |

## Muertes
Treinta y cuatro participantes han muerto durante la disputa de alguna de las ediciones del Rally Dakar. En 1986 falleció el fundador de la prueba, Thierry Sabine al estrellarse el helicóptero en el que viajaba, junto a otros cuatro pasajeros. Asimismo, un gran número de personas han fallecido sin ser participantes del rally, ya sean periodistas, espectadores o lugareños.
En total han fallecido 34 participantes del Dakar (llegando a la cifra de 78 contando aficionados, mecánicos y periodistas).

## Participaciones iberoamericanas
Resultados por país al término de la edición de 2025 de pilotos (excluye copilotos):
| País      | Dakar ganados | Total etapas ganadas | Etapas autos | Etapas motos | Etapas camiones | Etapas quads | Etapas SSV | Etapas Challenger | Etapas Clásicos |
| --------- | ------------- | -------------------- | ------------ | ------------ | --------------- | ------------ | ---------- | ----------------- | --------------- |
| España    | 15            | 264                  | 74           | 124          | -               | 5            | 7          | 7                 | 33              |
| Argentina | 11            | 112                  | 6            | 17           | 2               | 74           | 4          | 7                 | 2               |
| Chile     | 6             | 81                   | -            | 31           | -               | 29           | 18         | 3                 | -               |
| Brasil    | 2             | 44                   | 3            | 2            | 9               | 11           | 18         | 1                 | -               |
| Portugal  | 0             | 30                   | 8            | 17           | -               | -            | 3          | 2                 | -               |
| Perú      | 0             | 4                    | -            | 1            | -               | 1            | 2          | -                 | -               |
| Uruguay   | 0             | 3                    | -            | -            | -               | 3            | -          | -                 | -               |
| Bolivia   | 0             | 2                    | -            | -            | -               | 2            | -          | -                 | -               |
| Paraguay  | 0             | 2                    | -            | -            | -               | 2            | -          | -                 | -               |
| Total     | 34            | 539                  | 91           | 191          | 11              | 127          | 51         | 20                | 35              |
| Fuente:   |               |                      |              |              |                 |              |            |                   |                 |

Resultados de pilotos iberoamericanos, al término de la edición de 2025:

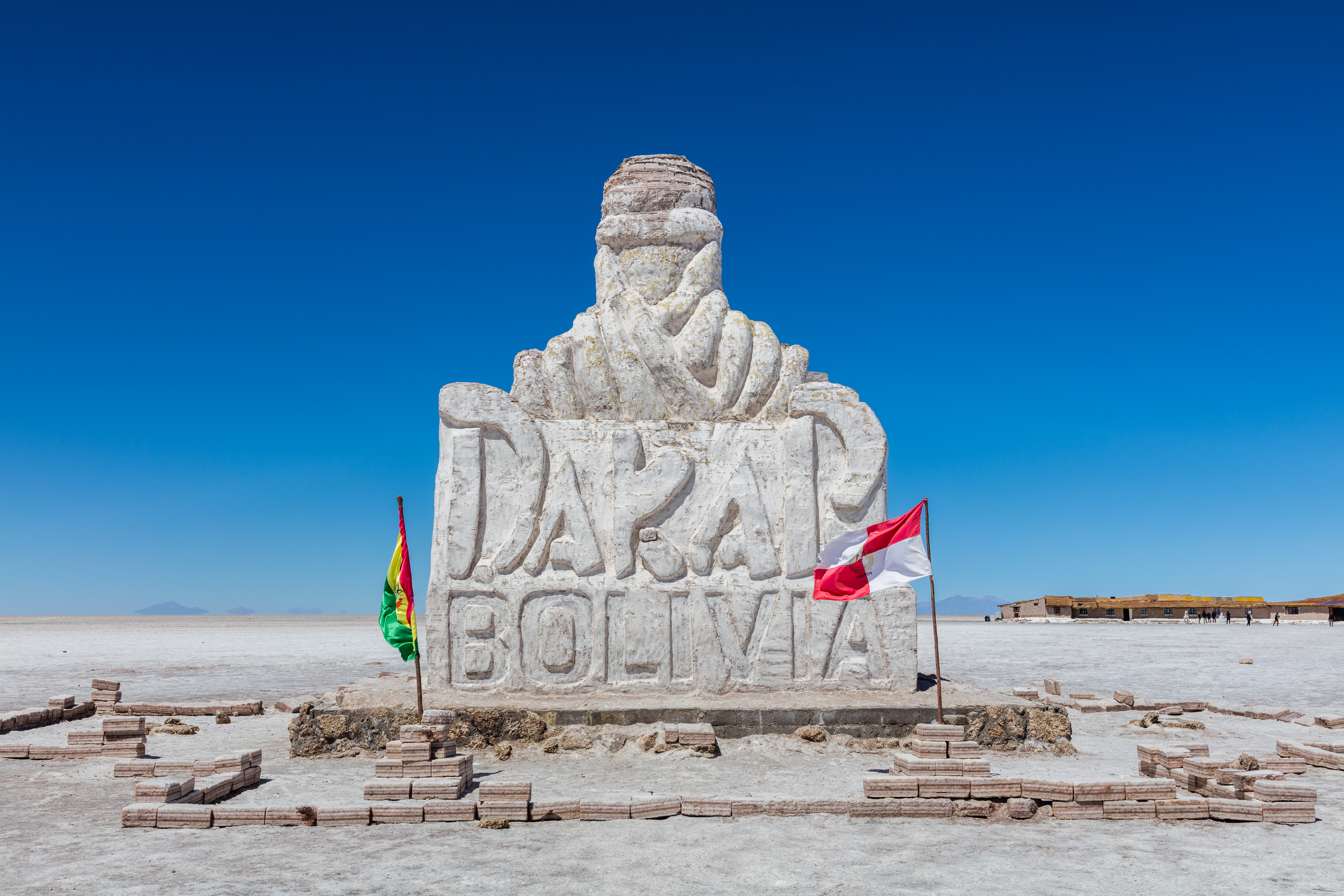
Monumento en el salar de Uyuni.

| Nombre                    | Dakar ganados | Total etapas ganadas | Categorías                                                                                           |
| ------------------------- | ------------- | -------------------- | --- |
| Marc Coma                 | 5             | 25                   | 25 en motos                                                                                          |
| Carlos Sainz              | 4             | 42                   | 42 en autos                                                                                          |
| Francisco López           | 3             | 29                   | 11 en motos, 16 en SSV, 2 en Challenger                                                              |
| Ignacio Casale            | 3             | 24                   | 23 en quads, 1 en SSV                                                                                |
| Marcos Patronelli         | 3             | 19                   | 19 en quads                                                                                          |
| Nani Roma                 | 2             | 23                   | 11 en autos, 12 en motos                                                                             |
| Nicolás Cavigliasso       | 2             | 18                   | 13 en quads, 5 en Challenger                                                                         |
| Carlos Santaolla          | 2             | 15                   | 15 en clásicos                                                                                       |
| Alejandro Patronelli      | 2             | 11                   | 11 en quads                                                                                          |
| Kevin Benavides           | 2             | 11                   | 11 en motos                                                                                          |
| Manuel Andújar            | 2             | 11                   | 11 en quads                                                                                          |
| Reinaldo Varela           | 1             | 11                   | 11 en SSV                                                                                            |
| Cristina Gutiérrez        | 1             | 6                    | 6 en Challenger                                                                                      |
| Juan Morera               | 1             | 5                    | 5 en clásicos                                                                                        |
| Leandro Torres            | 1             | 2                    | 2 en SSV                                                                                             |
| J. Barreda Bort           | 0             | 30                   | 30 en motos                                                                                          |
| Jordi Arcarons            | 0             | 27                   | 27 en motos                                                                                          |
| José María Servià         | 0             | 12                   | 12 en autos                                                                                          |
| André de Azevedo          | 0             | 10                   | 10 en camiones                                                                                       |
| Hélder Rodrigues          | 0             | 9                    | 9 en motos                                                                                           |
| J. I. Cornejo             | 0             | 9                    | 9 en motos                                                                                           |
| Isidre Esteve             | 0             | 8                    | 8 en motos                                                                                           |
| Pablo Quintanilla         | 0             | 7                    | 7 en motos                                                                                           |
| Orlando Terranova         | 0             | 7                    | 7 en autos                                                                                           |
| Jeremías González         | 0             | 7                    | 4 en quads, 3 en SSV                                                                                 |
| Marcelo Medeiros          | 0             | 7                    | 7 en quads                                                                                           |
| Tomás Maffei              | 0             | 6                    | 6 en quads                                                                                           |
| Luciano Benavides         | 0             | 6                    | 6 en motos                                                                                           |
| Carlo de Gavardo          | 0             | 5                    | 5 en motos                                                                                           |
| Pablo Copetti             | 0             | 5                    | 5 en quads                                                                                           |
| Sebastián Halpern         | 0             | 4                    | 4 en quads                                                                                           |
| Gerard Farrés             | 0             | 4                    | 4 en SSV                                                                                             |
| João Ferreira             | 0             | 4                    | 1 en challenger, 3 en SSV                                                                            |
| Francisco Moreno          | 0             | 3                    | 3 en quads                                                                                           |
| Miguel Prieto             | 0             | 3                    | 3 en autos                                                                                           |
| Paulo Gonçalves           | 0             | 3                    | 3 en motos                                                                                           |
| Ruben Faria               | 0             | 3                    | 3 en motos                                                                                           |
| Sergio Lafuente           | 0             | 3                    | 3 en quads                                                                                           |
| J. G. Corominas           | 0             | 3                    | 3 en quads                                                                                           |
| Giovanni Enrico           | 0             | 3                    | 3 en quads                                                                                           |
| Fernando Gil              | 0             | 2                    | 2 en autos                                                                                           |
| Carlos Sotelo             | 0             | 2                    | 2 en motos                                                                                           |
| Jean de Azevedo           | 0             | 2                    | 2 en motos                                                                                           |
| Jordi Viladoms            | 0             | 2                    | 2 en motos                                                                                           |
| Federico Villagra         | 0             | 2                    | 2 en camiones                                                                                        |
| N. Sanabria Galeano       | 0             | 2                    | 2 en quads                                                                                           |
| Walter Nosiglia           | 0             | 2                    | 2 en quads                                                                                           |
| David Zile                | 0             | 2                    | 2 en ligeros                                                                                         |
| Rodrigo Luppi de Oliveira | 0             | 2                    | 2 en SSV                                                                                             |
| Cristiano Batista         | 0             | 2                    | 2 en SSV                                                                                             |
| Lucas Moraes              | 0             | 2                    | 2 en autos                                                                                           |
| Marcelo Tiglia Gastaldi   | 0             | 2                    | 2 en ligeros                                                                                         |
| Salvador Servià           | 0             | 1                    | 1 en autos                                                                                           |
| Paulo Marques             | 0             | 1                    | 1 en motos                                                                                           |
| O. Gallardo-Plaza         | 0             | 1                    | 1 en motos                                                                                           |
| Juan Pedrero              | 0             | 1                    | 1 en motos                                                                                           |
| Ignacio Flores            | 0             | 1                    | 1 en motos                                                                                           |
| J. M. Peña                | 0             | 1                    | 1 en quads                                                                                           |
| Carlos Avendaño           | 0             | 1                    | 1 en quads                                                                                           |
| Jorge Santamarina         | 0             | 1                    | 1 en quads                                                                                           |
| Sebastián Palma           | 0             | 1                    | 1 en quads                                                                                           |
| Lucas Bonetto             | 0             | 1                    | 1 en quads                                                                                           |
| Víctor Gallegos           | 0             | 1                    | 1 en quads                                                                                           |
| Alexis Hernández          | 0             | 1                    | 1 en quads                                                                                           |
| Aníbal Aliaga             | 0             | 1                    | 1 en SSV                                                                                             |
| Juan Uribe                | 0             | 1                    | 1 en SSV                                                                                             |
| Leonel Larrauri           | 0             | 1                    | 1 en SSV                                                                                             |
| Rodrigo Varela            | 0             | 1                    | 1 en SSV                                                                                             |
| Italo Pedemonte           | 0             | 1                    | 1 en quads                                                                                           |
| Joaquim Rodríguez         | 0             | 1                    | 1 en motos                                                                                           |
| Pau Navarro               | 0             | 1                    | 1 en challenger                                                                                      |
| Ricardo Porem             | 0             | 1                    | 1 en challenger                                                                                      |
| Total                     | 34            | 478                  | 177 en motos, 127 en quads, 95 en autos, 39 en SSV, 20 en clásicos, 18 en challenger, 12 en camiones |

Otras naciones:
- Guatemala: El guatemalteco Francisco Arredondo ha participado en 16 ediciones (2004-07, 2009-16, 2020 y 2023-2025), siendo el primer centroamericano en correr el rally.
- Colombia: Juan Manuel Linares y Camilo Perdomo (su copiloto) se convirtieron en los primeros colombianos en disputar el Rally Dakar, en la edición 2011. La mejor posición de un piloto colombiano fue de Nicolas Robledo Serna, logrando la séptima posición en quads en la edición 2022.[34]
- El Salvador: En 2013, Jorge Aguilar se convirtió en el primer salvadoreño que ha tomado parte de la competición.
- Venezuela: En 2012, la dupla integrada por Nunzio Coffaro (piloto) y Daniel Meneses (copiloto) empezaron a participar en el Dakar. En 2013 lograron conquistar la posición número 20 en la clasificación general. Su mejor logro ha sido un séptimo lugar en una etapa.
- México: En la edición 2005, Pedro de Uriarte fue el primer mexicano en participar de la competición, en la categoría motos, también participó en coches en el 2011 y el 2012.[35] También tuvo como participante en SSV a Daniel González Reina.
- Ecuador: En la edición 2014 debuta en autos Sebastian Guayasamin, a partir de allí compitió 11 veces en el Dakar, logrando llegar al top 10 en 2023 y 2024. En 2018 Juan Puga fue el primer piloto ecuatoriano en participar en la categoría motos, logrando su mejor posición la número 42.[36]